# 小野長門
小野 長門（おの ながと、1960年10月26日 - ）は、日本の金属工学者（工学博士）。崇城大学教授。熊本県玉名市出身。

## 経歴
熊本県立玉名高等学校を経て、防衛大学校に入学。1982年（昭和57年）、防衛大学校理工学部機械工学科を卒業する。
1991年（平成3年）6月、東京工業大学大学院理工学研究科金属工学専攻博士課程を修了、工学博士を授与される。1991年から防衛庁技術研究本部の研究員を務めた。
1992年（平成4年）10月から熊本工業大学（2000年に崇城大学に改称）工学部機械工学科で助手を勤める。その後、講師、助教授などを歴任し、2005年（平成17年）4月より崇城大学工学部機械工学科教授。
2011年（平成23年）に崇城大学の工学部長に就任、2018年（平成30年）からは研究担当の副学長も兼任した。
2023年（令和5年）10月から崇城大学の学長を務めている。
その他の公職として、熊本県公安委員なども歴任した。